# 林田隆志の“Easy come, Easy go”
『林田隆志の〝Easy come, Easy go〟』（はやしだたかしのイージーカム・イージーゴー）は、俳優の林田隆志がメインパーソナリティを務める、かわさきFMのミュージックバンカーΛ（ラムダ）枠で放送しているラジオ番組。2018年10月4日～2022年9月29日まで全209回放送。通称「イジカイジゴ」。

## 概要
番組キャッチコピーは「好きなことを 好きなだけ！」。
“限られた時間を大切に生きる！”をテーマに、50歳を目前に脱サラして新しい世界に飛び込んだ俳優の林田隆志が、映画や音楽、サッカーなど、キャッチコピーそのままの、まさに林田隆志が好きなことに対して好きなだけ、語る30分間。現在(いま)の自分に迷える大人たちへ…ロックな感性と独自の視点で語りつくす大人のためのゆるりとした癒しの時間を届けする台本のないトーク中心の番組。事前収録型。
放送開始時より、通常のラジオ放送のほか、SimulRadioやListenRadio（リスラジ）などのインターネットのサイマル放送を、また、放送終了後の同日22:00よりYouTubeにて、アーカイブ配信を行っている。
番組名でもある「Easy come, Easy go」は、林田本人が高校生時代から大好きだった、孤高のロックバンドTHE STREET SLIDERS（ザ・ストリート・スライダーズ）の楽曲から名付けている。2019年1月には、元ストリートスライダーズのリズム隊の市川"JAMES"洋二と鈴木"ZUZU"将雄が、JAMES BANDとしてゲスト出演を果たしている。
ゲストは主に、ロック系のバンド・ミュージシャンが多い。
特に、神戸発のスリーピースバンド・w.o.d.（ダブリュー・オー・ディー）は、放送開始直後に初のゲストとして出演し、既に3回も登場しており、全国のw.o.d.ファンには、メンバーの素顔が垣間見れる番組として人気を博している。特に2019年11月の出演時は、3週に渡って、メンバーがそれぞれメインパーソナリティを務めるなどの意表を突いた番組進行も行われた。

## 放送・配信時間
いずれもJST。
オンタイム
- かわさきFM (79.1MHz)  毎週木曜日 21:00-21:30
- SimulRadio 毎週木曜日 21:00-21:30
- ListenRadio（リスラジ）毎週木曜日 21:00-21:30

アーカイブ
- YouTube 毎週木曜日 22:00公開[1]

ゲスト出演回にはメイキング映像もアーカイブしている。放送の翌週水曜日 18:00公開目安

## パーソナリティ
- 林田隆志

## 過去の主なゲスト
- w.o.d.（ダブリュー・オー・ディー）[2]： サイトウタクヤ (Vocal/Guitar) Ken Mackay (Bass)中島元良 (Drums)※ミュージシャン
- JAMES BAND： 市川”JAMES”洋二、鈴木”ZUZU”将雄、五十嵐”JIMMY”正彦 ※ミュージシャン
- 天月（tentsuki）： 湯川トーベン、田中裕千 ※ミュージシャン
- EVI（エヴィ）[3]： 内山貫太、UMA(内山勇馬) ※ミュージシャン
- 小柴大造＆エレファント[4]： 小柴大造、向山テツ ※ミュージシャン
- 澄田健 ※ミュージシャン
- 宇賀那健一 ※映画監督、脚本家
- VooDoo Hawaiians[5][6]： 中山加奈子、澄田健 ※ミュージシャン
- 鈴木千裕[7] ※プロキックボクサー

ほか